# Anthogorgia japonica
Anthogorgia japonica är en korallart som beskrevs av Studer 1889. Anthogorgia japonica ingår i släktet Anthogorgia och familjen Acanthogorgiidae. Inga underarter finns listade i Catalogue of Life.